# Вимірювальна техніка
Вимірювальна техніка — галузь науки і техніки, що вивчає методи і засоби отримання дослідним шляхом інформації про величини, які характеризують властивості і стани об'єктів дослідження та виробничих процесів. Для другої половини XX століття характерно поступове усвідомлення того факту, що вимірювальна техніка є не стільки «мистецтвом» вимірювання, скільки особливою науковою дисципліною зі своєю власною системою понять і своїми методами аналізу. Однак процес формування вимірювальної техніки як єдиної наукової дисципліни ще не закінчений. У багатьох промислово розвинених країнах, незважаючи на високий технічний рівень приладобудування, вимірювальна техніка розглядається швидше як галузь промисловості, ніж як галузь науки. В англійській мові, наприклад, немає навіть точного еквівалента терміну Вимірювальна техніка.

## Історія
Вимірювальна техніка існує з глибокої давнини. За кілька тисячоліть до н. е. розвиток товарообміну привів до вимірювань ваги і появи ваг; примітивна вимірювальна техніка вимагалася також при розділі земельних ділянок (вимірювання площ); при встановленні розпорядку дня і доби, розробленню календаря (вимірювання часу), в астрономічних спостереженнях і кораблеводінні (вимірювання кутів і відстаней); в будівництві (вимірювання розмірів). В античну епоху в процесі наукових досліджень були виконані деякі тонкі вимірювання, наприклад були виміряні кути заломлення світла, визначена дуга земного меридіана. Приблизно до XV століття вимірювальна техніка не відділялася від математики, про що говорять такі назви, як «геометрія» (вимірювання Землі), «тригонометрія» (вимірювання трикутників), «тривимірний простір» тощо. Середньовічні математичні трактати часто містили просте перерахування правил вимірювання площ і об'ємів. Математична ідеалізація реального процесу вимірювання збереглася в ряді важливих математичних понять (від ірраціонального числа до інтеграла).
У XVI—XVIII століттях вдосконалення вимірювальної техніки йшло разом з бурхливим розвитком фізики, яка, ґрунтуючись в той час тільки на експерименті, повністю спиралася на вимірювальну техніку. До цього періоду відносяться удосконалення годинників, винахід мікроскопа, барометра, термометра, перших електровимірювальних приладів та ін. вимірювальних пристроїв, що використовувалися головним чином в наукових дослідженнях. Вже наприкінці XVI — на початку XVII століття підвищення точності вимірювань сприяло революційним науковим відкриттям. Так наприклад, точні астрономічні вимірювання Т. Браге дозволили Й. Кеплеру встановити, що планети обертаються по еліптичних орбітах. У створенні вимірювальних приладів та розробці їх теорії брали участь найбільші вчені — Г. Галілей, І. Ньютон, Х. Гюйгенс, — Г. Ріхман та інші. Кожне відкрите фізичне явище втілювалося у відповідному приладі, який, у свою чергу, допомагав точно визначити значення досліджуваної величини і встановити закони взаємодії між різними величинами. Так, наприклад, поступово було вироблено поняття температури і створена температурна шкала.
Наприкінці XVIII і першій половині XIX століття у зв'язку з поширенням парових двигунів і розвитком машинобудування різко підвищилися вимоги до точності обробки деталей машин, що зумовило швидкий розвиток промислової вимірювальної техніки. У цей час удосконалюються прилади для визначення розмірів, з'являються вимірювальні машини, вводяться калібри тощо. У XIX столітті були створені основи теорії вимірювальної техніки та метрології; набула поширення метрична система мір, що забезпечила єдність вимірювань в науці та виробництві. Величезне значення для В. т. мали праці К. Гаусса, який розробив метод найменших квадратів, теорію випадкових похибок, абсолютну систему одиниць (CGSE) і заклав разом з В. Вебером основи магнітних вимірювань. Завдяки розвитку теплоенергетики, впровадження електричних засобів зв'язку, а потім і перших електроенергетичних установок в промисловості почали використовуватися методи і засоби вимірювання, які до цього застосовувалися лише при наукових дослідженнях, — з'явилися теплотехнічні та електровимірювальні прилади. На рубежі XIX і XX століття в промислово розвинених країнах стали створюватися метрологічні установи. У Росії в 1893 була утворена Головна палата мір і ваги, яку очолив Д. І. Менделєєв.
Початок XX століття знаменує новий етап у розвитку В. т. — електричні, а пізніше і електронні засоби починають застосовуватися для вимірювання механічних, теплових, оптичних величин, для хімічного аналізу, геологічної розвідки тощо, тобто для вимірювання будь-яких величин. З'являються такі нові галузі, як радіовимірювання, спектрометрія тощо. Виникає приладобудівна промисловість. Якісний стрибок у розвитку В. т. стався після другої світової війни 1939—1945 років, коли В. т. виступила як галузь кібернетики, що займається одержанням і перетворенням інформації (вимірювальної), поряд з такими галузями, як автоматика та обчислювальна техніка.
Вимірювання — найважливіший етап діяльності дослідників і експериментаторів у всіх галузях науки і техніки. Вимірювальна апаратура — основне устаткування науково-дослідних інститутів і лабораторій, невід'ємна частина оснащення будь-якого технологічного процесу, головний корисний вантаж метеорологічних ракет, штучних супутників Землі і космічних станцій.

## Сучасна вимірювальна апаратура
Див. також Засоби вимірювання
Сучасна вимірювальна апаратура призначається не тільки для сприйняття органами чуття людини, як, наприклад, у випадку сигналізації або відліку результатів вимірювання спостерігачем, але все частіше для автоматичної реєстрації і математичної обробки результатів вимірювання та передачі їх на відстань або для автоматичного керування якими-небудь процесами. У приладах і системах на різних ділянках вимірювальних каналів використовуються механічні, електричні, пневматичні, гідравлічні, оптичні, акустичні сигнали, амплітудна, частотна і фазова модуляції; надзвичайно широко застосовуються імпульсні і цифрові пристрої, системи спостереження. Процес вимірювання сучасними вимірювальними пристроями полягає в цілеспрямованому перетворенні вимірюваної величини в форму, найзручнішу для конкретного використання (сприйняття) людиною або машиною. Наприклад, сенс дії всіх електровимірювальних приладів (амперметрів, вольтметрів, гальванометрів тощо) полягає в тому, що з їх допомогою вимірювана електрична величина, зміни якої безпосередньо органами чуття людини не можуть бути оцінені кількісно, перетворюється в певне механічне переміщення покажчика (стрілки або світлового променя). Таке ж призначення і багатьох механічних вимірювальних приладів і вимірювальних перетворювачів, за допомогою яких різноманітні фізичні величини перетворяться в механічне переміщення (штангенциркуль, мікрометр, пружинні ваги, ртутний термометр, пружинний манометр або барометр, волосяний гігрометр тощо). Розвиток вимірювальної техніки в кінці першої половини XX століття показав, що найзручніше таке перетворення вимірюваних величин, результат якого представляється не як механічні переміщення, а у вигляді електричної величини (струму, напруги, частоти, тривалості імпульсів тощо) Тоді для всіх наступних операцій (передача результатів вимірювання на відстань, їх реєстрація, математична обробка, використання в системах автоматичного управління) може бути застосована стандартна електрична апаратура. Основні переваги використання електричних методів В. т. — простота регулювання чутливості і мала інерційність електричних пристроїв, можливість одночасного вимірювання безлічі різних за своєю природою величин, зручність комплектації з типових блоків електричної апаратури керуючих машин і вимірювально-інформаційних систем. За допомогою електричних вимірювальних пристроїв можна виміряти як повільні, так і дуже швидкоплинні процеси, передавати результати вимірювань на великі відстані або перетворювати їх в сигнали для управління контрольованими процесами, що має найважливіше практичне значення як для промисловості, так і для наукових досліджень.

## Класифікація вимірювальної техніки
Сучасна В. т. має ряд напрямків відповідно до області застосування приладів і типами вимірюваних величин:
- лінійні і кутові вимірювання, механічні, оптичні, акустичні, теплофізичні, фізико-хімічні вимірювання, електричні і магнітні вимірювання;
- радіовимірювання;
- вимірювання частоти і часу;
- вимірювання випромінювань і т. ін.

У межах кожної гілки В. т. існує безліч окремих методів вимірювання фізичних величин (які до того ж виявляються неоднаковими при вимірюванні величин різних порядків; так, відстані 10−9м, 10−3м, 103м, 109м вимірюються абсолютно різними методами). Тому окремі гілки В. т. виявляються досить слабо пов'язаними між собою. І, крім того, в межах кожної гілки безперервно виникають більш дрібні підрозділи по окремих вимірюваних величинах, наприклад тензометрія (вимірювання механічних напружень та деформацій на поверхні деталей, викликаних ними), віброметри (вимірювання віброзміщення, віброшвидкості, віброприскорення, частоти і спектрального складу вібрації), кондуктометрія (вимірювання складу розчинів по їх електричній провідності) і багато інших. Окремо існують галузі В. т, що відрізняються особливим підходом до процесу вимірювання або його метою;. наприклад, телеметрія (вимірювання на відстані) — в рамках цієї галузі є ще радіотелеметрія, що включає в себе космічну радіотелеметрію; вимірювання характеристик випадкових процесів — амплітудних розподілів, кореляційних функцій і спектрів потужності; електричні вимірювання неелектричних величин; цифрова В. т., що включає аналого-цифрове перетворення для введення вимірювальної інформації в обчислювальну машину, та ін. Поряд з тенденцією дроблення В. т. на все більш окремі напрямки існує і протилежна тенденція — об'єднання різних галузей В. т. на базі спільності вихідних позицій, принципів побудови та структурних схем апаратури, а останнім часом також і спільності використовуваних засобів вимірювання. Втіленням цієї єдності є Державна система промислових приладів і засобів автоматизації (ДСП), агрегатна система засобів електровимірювальної техніки — рос. АСЭТ.
Потреба в засобах В. т. настільки велика і різноманітна, що поряд із загальним приладобудуванням існує авіаційне, аналітичне, геофізичне, медичне приладобудування і т. д. Вивчення основ В. т. входило у навчальні програми практично всіх технічних вузів СРСР, ряд політехнічних і енергетичних вузів готував фахівців з інформаційно-вимірювальної техніки.

## Тенденції розвитку вимірювальної техніки
Тенденції розвитку В. т. до початку 70-х рр. визначилися досить чітко. Основними з них у всіх областях В. т. є:
1. різке підвищення якості приладів — зниження похибок до 0,01 % і нижче, збільшення швидкодії до тисяч і навіть мільйонів вимірювань в 1 сек, підвищення надійності приладів і зменшення їх розмірів,
2. розширення області застосування вимірювальної апаратури в напрямку вимірювання величин, що раніше не піддавалися вимірюванню, а також у напрямку посилення умов експлуатації приладів;
3. повсюдний перехід до цифрових методів не тільки в області вимірювань електричних величин, але і у всіх інших областях (вже є цифрові термометри, манометри, газоаналізатори, віброметри і т. д), при цьому аналогові прилади і раніше застосовуються і продовжують вдосконалюватися;.
4. подальший розвиток системного підходу до уніфікації вимірювальної апаратури;
5. широке впровадження в усі засоби В. т. методів логічної і математичної обробки вимірювальної інформації.

У галузі метрології слід особливо виділити тенденцію переходу від еталонів, виготовлених людиною, до природних еталонів, заснованим на хвильових і дискретних властивостях матерії. Так, одиниця довжини відтворюється за допомогою довжини світлової хвилі, а одиниця часу — за допомогою періоду коливань природного випромінювача. Подібно до цього, одиниця електричного заряду може бути встановлена через заряд електрона, одиниця маси — через масу небудь з елементарних частинок і т. д. У приладобудуванні широке промислове застосування знаходять методи вимірювань, які раніше вважалися суто лабораторними і навіть метрологічними, наприклад автоматичні інтерферометри з цифровим відліком для вимірювання малих переміщень. Найважливішою тенденцією в приладобудуванні є мініатюризація і мікромініатюризація засобів вимірювань з використанням новітніх досягнень науки, зокрема фізики твердого тіла. Насущним завданням є формування загальних теоретичних основ В. т. Труднощі розробки полягають в тому, що теорія В. т. межує зі складними питаннями гносеології і математики.